# Mariachi Plaza (métro de Los Angeles)
Mariachi Plaza est une station du métro de Los Angeles desservie par les rames de la ligne E et située dans le quartier de Boyle Heights à Los Angeles en Californie.

## Localisation
Station souterraine du métro de Los Angeles, Mariachi Plaza est située sur la ligne L à l'intersection de East 1st Street et de South Boyle Avenue dans le quartier angelin de Boyle Heights à l'est de Downtown Los Angeles.

## Histoire
Mariachi Plaza est mise en service le 15 novembre 2009, lors de la première phase d'extension de la ligne L.

## Service

### Accueil

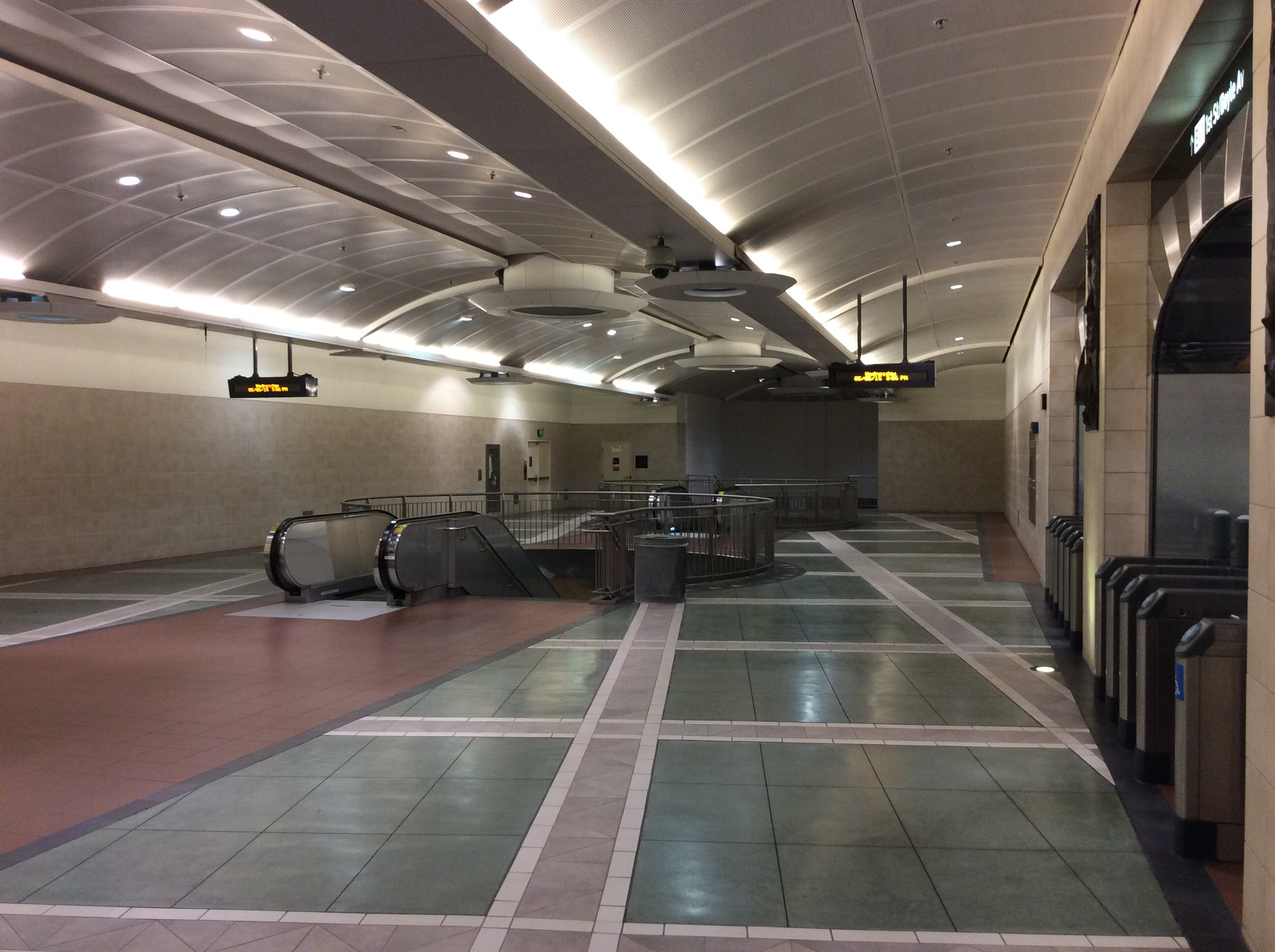
Premier étage de la station Mariachi Plaza.
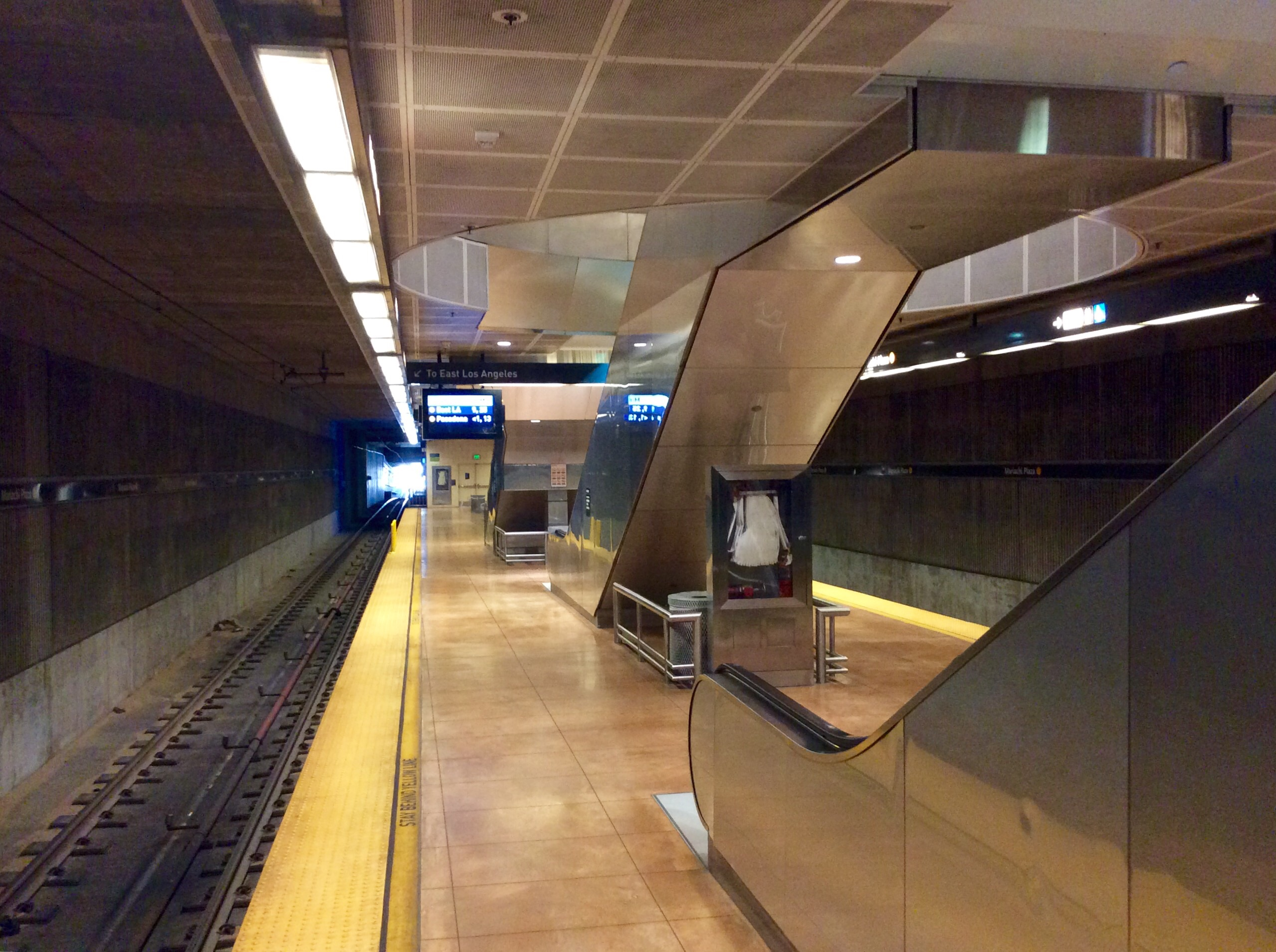
Plateforme de la station.
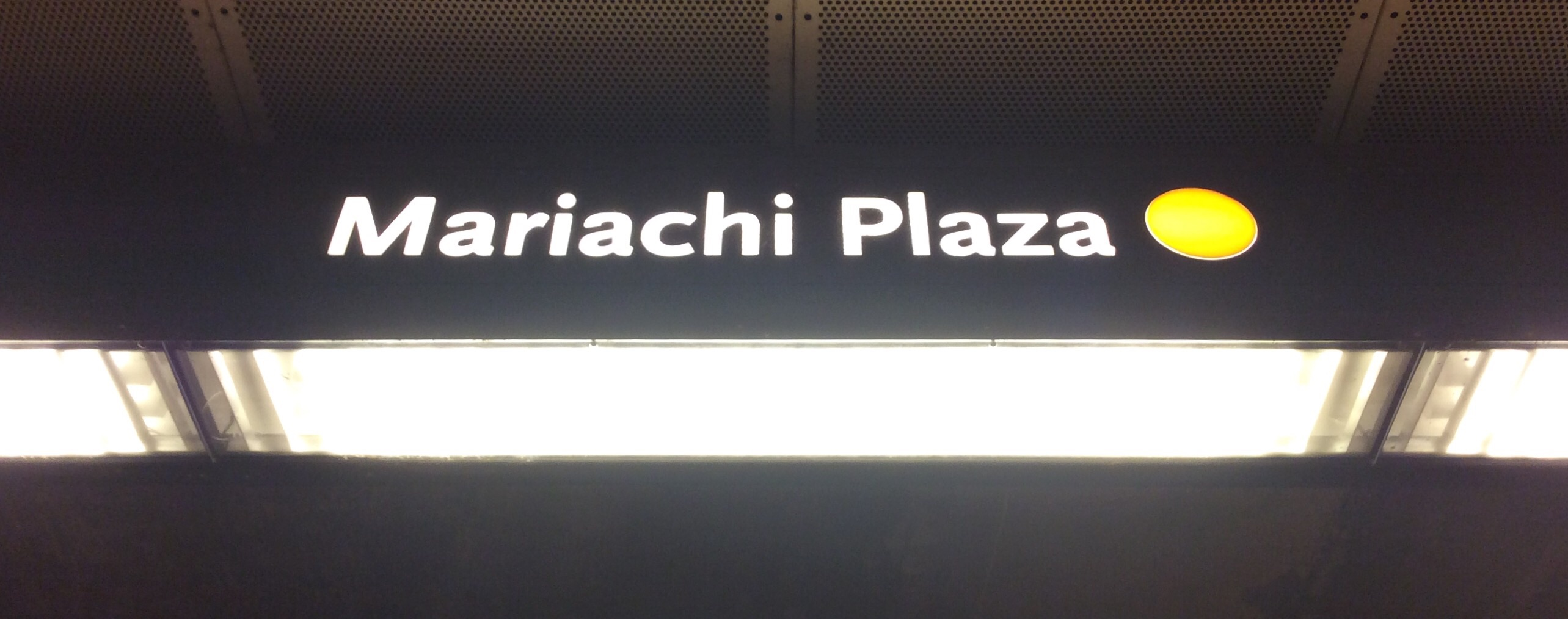
Signalétique.

### Desserte
La station dessert le quartier de Boyle Heights et se trouve à proximité du White Memorial Medical Center.

### Intermodalité
La station est desservie par les lignes d'autobus 30 et 106 de Metro.

## Architecture et œuvres d'art
L'architecture de la station est signée par l'architecte William Villalobos. Une œuvre de l'artiste Alejandro de la Loza, nommée El Niño Perdido, y est également installée. Il s'agit d'une sculpture en bronze où une mère tient son enfant du haut de ses bras,.
Avec Soto, elle est l'une des deux seules stations souterraines de la ligne L.